# Norske middelalderborge
Liste over borganlæg i kongeriget Norge i middelalderen:
- Akershus
- Avaldsnes Kongsgård
- Bergenhus
- Bergen Bispegård
- Bergen ærkebispegård
- Borg (Sarpsborg)
- Broberg borg
- Bohus
- Dyngehus
- Hamarhus/Hamar bispegård
- Isegran borg
- Kirkwall bispegård
- Konghelle Kastell
- Mjøskastellet
- Olsborg
- Oslo kongsgård Kastell
- Oslo Bispeborg
- Valdisholm borg
- Valkaberg borg
- Vardøhus
- Ragnhildsholm borg
- Stavanger Bispegård
- Steinviksholm borg
- Sverresborg (Bergen)
- Sverresborg (Trondheim)
- Tunsberghus
- Ærkebispegården (Trondheim)
- Peel Castle (Isle of Man, Storbritannien), opført af Magnus Barfod